# Hustler’s Ambition
Hustler’s Ambition – pierwszy singiel amerykańskiego rapera 50 Centa pochodzący z albumu Get Rich or Die Tryin’.

## Notowania
| Notowanie (2005)                     | Pozycja |
| ------------------------------------ | ------- |
| U.S. Billboard Hot 100               | 65      |
| U.S. Billboard Hot R&B/Hip-Hop Songs | 64      |
| U.S. Billboard Pop 100               | 49      |
| UK Singles Chart                     | 13      |